# Dean Capobianco
Dean Capobianco, född 11 maj 1970, är en australisk friidrottare. Han deltog vid olympiska sommarspelen 1992 och olympiska sommarspelen 1996.